# Lista stacji i przystanków kolejowych we Friuli-Wenecji Julijskiej
To jest lista stacji kolejowych w regionie Friuli-Wenecja Julijska zarządzanych przez Rete Ferroviaria Italiana, należący do Ferrovie dello Stato.

## Lista
| Stacja                    | Miejsce                  | Prowincja | Kategoria |
| ------------------------- | ------------------------ | --------- | --------- |
| Artegna                   | Artegna                  | Udine     | Bronze    |
| Aviano                    | Aviano                   | Pordenone | Bronze    |
| Basiliano                 | Basiliano                | Udine     | Bronze    |
| Bivio d'Aurisina          | Duino-Aurisina           | Triest    | Bronze    |
| Budoia-Polcenigo          | Budoia                   | Pordenone | Bronze    |
| Buttrio                   | Buttrio                  | Udine     | Bronze    |
| Capriva                   | Capriva                  | Gorycja   | Bronze    |
| Carnia                    | Carnia                   | Udine     | Bronze    |
| Casarsa                   | Casarsa della Delizia    | Pordenone | Silver    |
| Cervignano-Aquileia-Grado | Cervignano del Friuli    | Udine     | Silver    |
| Codroipo                  | Codroipo                 | Udine     | Silver    |
| Cordovado Sesto           | Cordovado                | Pordenone | Bronze    |
| Cormòns                   | Cormòns                  | Gorycja   | Silver    |
| Cornino                   | Cornino                  | Udine     | Bronze    |
| Cusano                    | Cusano                   | Pordenone | Bronze    |
| Fanna-Cavasso             | Fanna                    | Pordenone | Bronze    |
| Fontanafredda             | Fontanafredda            | Pordenone | Bronze    |
| Forgaria-Bagni Anduins    | Forgaria nel Friuli      | Pordenone | Bronze    |
| Gemona del Friuli         | Gemona del Friuli        | Udine     | Silver    |
| Gorizia Centrale          | Gorycja                  | Gorycja   | Silver    |
| Latisana-Lignano-Bibione  | latisana                 | Udine     | Silver    |
| Lumignacco                | Lumignacco               | Udine     | Bronze    |
| Maniago                   | Maniago                  | Pordenone | Bronze    |
| Manzano                   | Manzano                  | Udine     | Bronze    |
| Meduno                    | Meduno                   | Pordenone | Bronze    |
| Miramare                  | Triest                   | Triest    | Bronze    |
| Monfalcone                | Monfalcone               | Gorycja   | Silver    |
| Montereale Valcellina     | Montereale Valcellina    | Pordenone | Bronze    |
| Mossa                     | Mossa                    | Gorycja   | Bronze    |
| Muzzana del Turgnano      | Muzzana del Turgnano     | Udine     | Bronze    |
| Palazzolo dello Stella    | Palazzolo dello Stella   | Udine     | Bronze    |
| Palmanova                 | Palmanova                | Udine     | Silver    |
| Pinzano                   | Pinzano al Tagliamento   | Pordenone | Bronze    |
| Pontebba                  | Pontebba                 | Udine     | Bronze    |
| Pordenone                 | Pordenone                | Pordenone | Gold      |
| Redipuglia                | Fogliano Redipuglia      | Gorycja   | Bronze    |
| Risano                    | Risano                   | Udine     | Bronze    |
| Ronchi dei Legionari Nord | Ronchi dei Legionari     | Gorycja   | Bronze    |
| San Giorgio di Nogaro     | San Giorgio di Nogaro    | Udine     | Silver    |
| San Giovanni al Natisone  | San Giovanni al Natisone | Udine     | Bronze    |
| San Giovanni di Casarsa   | San Giovanni             | Pordenone | Bronze    |
| Santa Maria La Longa      | Santa Maria La Longa     | Udine     | Bronze    |
| Santo Stefano Udinese     | Santo Stefano Udinese    | Udine     | Bronze    |
| San Vito al Tagliamento   | S.Vito al Tagliamento    | Pordenone | Silver    |
| Sacile                    | Sacile                   | Pordenone | Silver    |
| Sacile-San Liberale       | Sacile                   | Pordenone | Bronze    |
| Sagrado                   | Sagrado                  | Gorizia   | Silver    |
| Sevegliano                | Sevegliano               | Udine     | Bronze    |
| Sistiana-Visogliano       | Sistiana                 | Triest    | Bronze    |
| Strassoldo                | Strassoldo               | Udine     | Bronze    |
| Tarcento                  | Tarcento                 | Udine     | Bronze    |
| Tarvisio Boscoverde       | Tarvisio                 | Udine     | Silver    |
| Travesio                  | Travesio                 | Pordenone | Bronze    |
| Tricesimo-San Pelagio     | Tricesimo                | Udine     | Bronze    |
| Trieste Centrale          | Triest                   | Triest    | Gold      |
| Udine                     | Udine                    | Udine     | Gold      |
| Ugovizza-Valbruna         | Ugovizza                 | Udine     | Bronze    |
| Venzone                   | Venzone                  | Udine     | Bronze    |
| Villa Opicina             | Villa Opicina            | Triest    | Bronze    |